# Seren Bundy-Davies
Seren Bundy-Davies (ur. 30 grudnia 1994 w Manchesterze) – brytyjska lekkoatletka specjalizująca się w biegach sprinterskich.
Na początku 2015 zdobyła srebro w sztafecie 4 × 400 metrów oraz brąz w biegu na 400 metrów podczas halowych mistrzostw Europy w Pradze. Złota medalistka młodzieżowych mistrzostw Starego Kontynentu w biegu rozstawnym (2015). W tym samym roku weszła w skład brytyjskiej sztafety 4 × 400 metrów, która stanęła na najniższym stopniu podium mistrzostw świata w Pekinie. Złota medalistka mistrzostw Europy w Amsterdamie w biegu rozstawnym 4 × 400 metrów (2016).
Stawała na podium mistrzostw kraju. Reprezentantka Wielkiej Brytanii na IAAF World Relays i drużynowym czempionacie Europy.

## Osiągnięcia
| Rok  | Impreza                                 | Miejsce        | Konkurencja             | Lokata     | Wynik   |
| ---- | --------------------------------------- | -------------- | ----------------------- | ---------- | ------- |
| 2014 | Superliga drużynowych mistrzostw Europy | Brunszwik      | sztafeta 4 × 400 metrów | 4. miejsce | 3:28,91 |
| 2015 | Halowe mistrzostwa Europy               | Praga          | bieg na 400 metrów      | 3. miejsce | 52,64   |
| 2015 | Halowe mistrzostwa Europy               | Praga          | sztafeta 4 × 400 metrów | 2. miejsce | 3:31,79 |
| 2015 | IAAF World Relays                       | Nassau         | sztafeta 4 × 400 metrów | 3. miejsce | 3:26,38 |
| 2015 | Młodzieżowe mistrzostwa Europy          | Tallinn        | bieg na 400 metrów      | 4. miejsce | 52,26   |
| 2015 | Młodzieżowe mistrzostwa Europy          | Tallinn        | sztafeta 4 × 400 metrów | 1. miejsce | 3:30,07 |
| 2015 | Mistrzostwa świata                      | Pekin          | sztafeta 4 × 400 metrów | 3. miejsce | 3:23,62 |
| 2016 | Mistrzostwa Europy                      | Amsterdam      | sztafeta 4 × 400 metrów | 1. miejsce | 3:25,05 |
| 2016 | Igrzyska olimpijskie                    | Rio de Janeiro | bieg na 400 metrów      | eliminacje | 53,63   |

## Rekordy życiowe
- Bieg na 400 metrów (stadion) – 51,26 (2016)
- Bieg na 400 metrów (hala) – 51,60 (2016)